# Francis P. Matthews
Francis Patrick Matthews (Albion, 15 marzo 1887 – Omaha, 18 ottobre 1952) è stato un politico statunitense.

## Biografia
Fu il secondo segretario della marina statunitense (United States Department of Defense) sotto il presidente degli Stati Uniti d'America Harry S. Truman. Nato nello Stato del Nebraska si trasferì a Omaha dove visse per lungo tempo.
Si laureò all'università di Creighton nel 1913. Durante la seconda guerra mondiale fu vicepresidente della United Service Organizations. La carica di segretario terminò quando decise di dimettersi scegliendo di fare l'ambasciatore in Irlanda. Fu cavaliere supremo nei cavalieri di Colombo